# HD 106112
HD 106112，又名BD+78 412，SAO 7522、HR 4646，是一颗恒星，视星等为5.14，位于銀經125.64，銀緯39.31，其B1900.0坐标为赤經12h 7m 31s，赤緯+78° 39.31′ 19″。